# Qiwang (torneo taiwanese)
Il Qiwang (棋王賽T, Qíwáng sàiP, lett. "Torneo del Re del Go") è una competizione goistica taiwanese. Il torneo è organizzato dalla Haifong Qiyuan, a cui si è affiancata dalla tredicesima edizione la Pei-Sheng Cultural and Educational Foundation.
Il torneo si compone di una lega di otto membri che si affrontano in un girone all'italiana di sola andata: gli ultimi quattro lasciano la lega per l'edizione successiva (per accedervi dovranno superare un torneo preliminare); i primi quattro rimangono nella lega per la stagione successiva; il primo ottiene il diritto di sfidare il detentore del titolo in un incontro al meglio delle sette partite.
La borsa del vincitore è di un milione di dollari taiwanesi, mentre il secondo arrivato vince 350.000 dollari taiwanesi.

## Albo d'oro
| Edizione | Anno | Vincitore            | Risultato            | Finalista            |
| -------- | ---- | -------------------- | -------------------- | -------------------- |
| 1        | 2008 | Zhou Junxun          | 1-0                  | Chen Shien           |
| 2        | 2009 | Chen Shien           | 4-2                  | Zhou Junxun          |
| 3        | 2010 | Chen Shien           | 4-0                  | Lin Zhihan           |
| 4        | 2011 | Chen Shien           | 4-3                  | Zhou Junxun          |
| 5        | 2012 | Chen Shien           | 4-2                  | Xiao Zhenghao        |
| 6        | 2013 | Wang Yuanjun         | 4-1                  | Chen Shien           |
| 7        | 2014 | Wang Yuanjun         | 4-0                  | Lin Lixiang          |
| 8        | 2015 | Zhou Junxun          | 4-3                  | Wang Yuanjun         |
| 9        | 2016 | Wang Yuanjun         | 4-2                  | Zhou Junxun          |
| 10       | 2017 | Lin Junyan           | 4-3                  | Wang Yuanjun         |
| 11       | 2018 | Lin Junyan           | 4-1                  | Xu Haohong           |
| 12       | 2019 | Wang Yuanjun         | 4-3                  | Lin Junyan           |
| 13       | 2020 | Xu Haohong           | 4-1                  | Wang Yuanjun         |
| 14       | 2021 | Lin Junyan           | 4-3                  | Xu Haohong           |
| 15       | 2022 | Xu Haohong           | 4-1                  | Lin Junyan           |
| 16       | 2023 | Xu Haohong           | 4-1                  | Lin Lixiang          |
| 17       | 2024 | Xu Haohong           | 4-1                  | Chen Qirui           |
| 18       | 2025 | preliminari in corso | preliminari in corso | preliminari in corso |